# گورستان زیفل
گورستان زیفل در شهرستان بدره، بخش مرکزی ، دهستان علیشروان روستای زیفل واقع شده و این اثر مربوط به عصر مفرغ بوده و در تاریخ ۱۵ دی ۱۳۸۷ با شمارهٔ ثبت ۲۴۲۹۴ به‌عنوان یکی از آثار ملی ایران به ثبت رسیده است.